# Università di Wollongong
L'università di Wollongong è un'università pubblica frequentata da 22.000 studenti circa, situata nella città costiera di Wollongong, a circa 80 chilometri a sud di Sydney, nel Nuovo Galles del Sud, Australia.

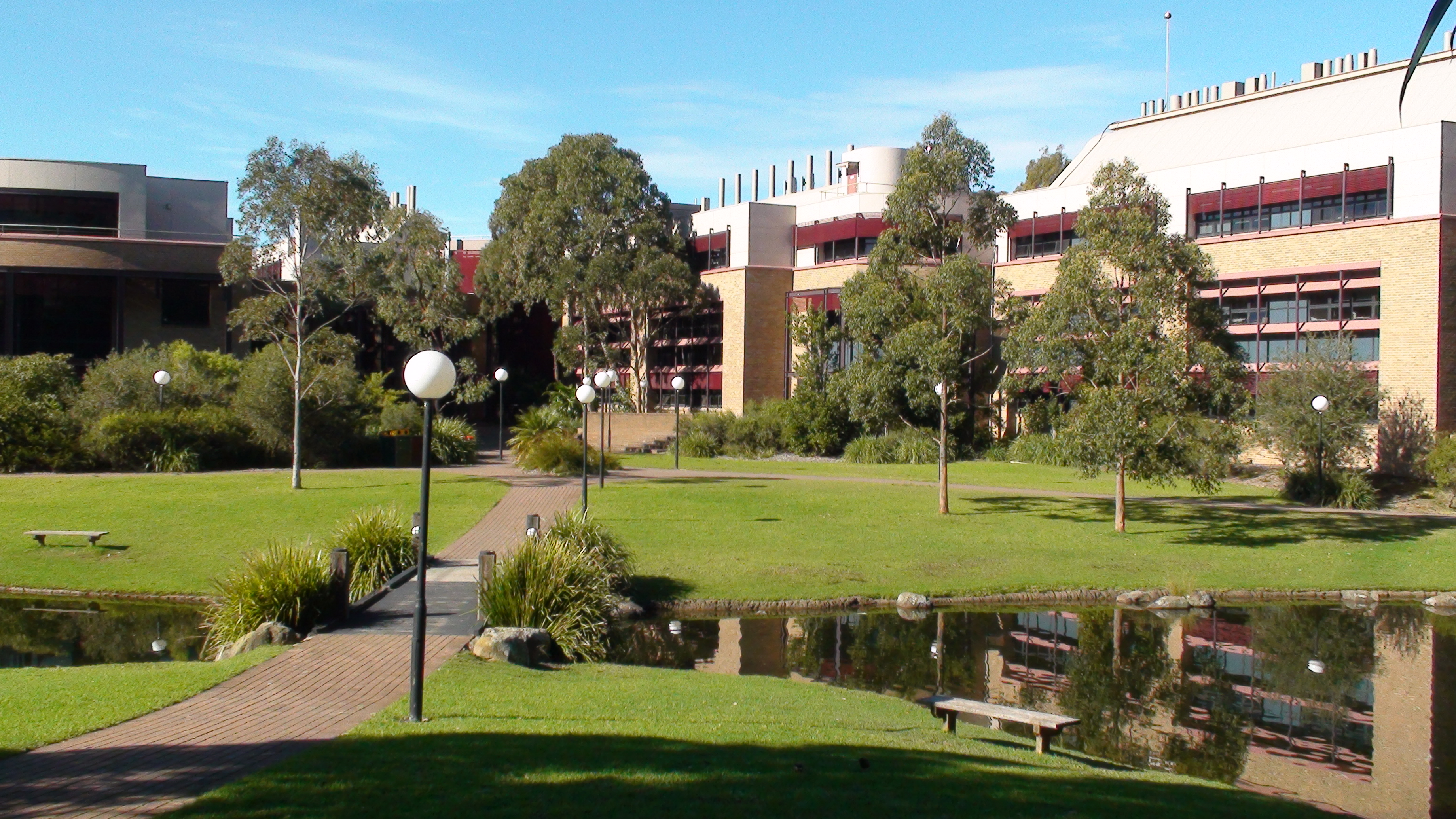
Gli edifici scientifici dell'Università di Wollongong